# Ryōkichi Minobe
Pour les articles homonymes, voir Minobe.
Ryōkichi Minobe (美濃部 亮吉, Shinobe Ryōkichi), né le 5 février 1904 à Tokyo et mort le 24 décembre 1984 à Shibuya (Tokyo), est un homme politique japonais.
Minobe est gouverneur de Tokyo entre 1967 et 1979. Il est membre de la Chambre des conseillers entre 1980 et 1984 sous les couleurs du Parti socialiste japonais (PSJ). Une des figures majeures de la gauche japonaise de l'après-guerre, il était soutenu à l'Assemblée métropolitaine par le Parti socialiste japonais (PSJ), le Parti communiste japonais (PCJ) et le Kōmeitō.